# طائر المظلة
طائر المظلة (الاسم العلمي: Cephalopterus) جنس من الطيور يتواجد في الغابات المطيرة في أمريكا الوسطى والجنوبية.  يبلغ طولها الإجمالي 35-50 سم، وهي من بين أكبر أعضاء فصيلة القطنجية، ويعد ذكر طائر المظلة الأمازوني أكبر عصفور في أمريكا الجنوبية.
إنه أسود بالكامل تقريبًا، وله عُرف بارز في الجزء العلوي من رأسه، تشبه بشكل غامض مظلة (ومن هنا اسمها الشائع). تحتوي جميعها على غَبَب قابل للنفخ على الرقبة، والذي يعمل على تضخيم أصواتهم الصاخبة. قد يصل طول هذا الغبب إلى 35 سم (14 بوصة) في طائر المظلة طويل الغبب، لكنها أصغر في النوعين المتبقيين، ومغطاة بجلد أحمر لامع في طائر المظلة عاري العنق.  تشبه الإناث الذكور، لكنها أصغر حجمًا بشكل ملحوظ ولديها عُرف غَبَب صغيرة.
تتغذى الطيور على الفاكهة والحشرات الكبيرة وفي بعض الأحيان الفقاريات الصغيرة (مثل السحالي). يتجمع الذكور في تجمعات فضفاضة، حيث يصيتون ويكبرون غَبَبهم لجذب الإناث. يبنى العش المهلهل بالكامل من قبل الإناث، التي تحتضن وتربي الفراخ دون مساعدة من الذكور.
اثنان من الأنواع الثلاثة، طائر المظلة طويل الغبب وعاري العنق، مهددان بتدمير البيئة وبدرجة أقل بالصيد.